# 海拉尔铁路地区
海拉尔铁路地区，是内蒙古自治区呼伦贝尔市海拉尔区城区西北的非官方政府区域，由于铁路单位和职工居民区集中于此，形成了独具一格的单位性质的区域。居民主要以铁路职工为主，人口4万左右。居民小区物业歸海拉尔铁路房产建筑段管理。
海拉尔铁路地区范围包括海拉尔区靠山街道办全部社区，和铁路以南（简称道南）海拉尔区正阳街道办部分社区。南至道木房小区，东至木兰街，北至友谊小区，西至西山变电所。其間的居民社区有友谊、迎春、梅园、牡丹、草原康城、滨州明珠、育英、芳园、木兰街、银海、铁鑫及仁德礼（道木房）等。